# Abram Kardiner
Abram Kardiner (17. srpna 1891 – 20. června 1981) byl americký psychiatr, psychoanalytik, kulturní teoretik a antropolog.
Narodil se v New Yorku, ve čtvrti chudých imigrantů Lower East Side. Jeho matka navíc brzy zemřela. Jeho nadání mu však umožnilo získat vzdělání, vždy patřil k nejlepším studentům.
Po studiích pracoval jako psychiatr v Mount Sinai Hospital a Manhattan State Hospital.
Roku 1921 ho přijal Sigmund Freud jako analyzanda, tedy adepta psychoanalýzy. Kardiner pak šířil psychoanalýzu v New Yorku, ale roku 1945 se dostal do sporů o teorii s vedením newyorského psychoanalytického institutu a (spolu se Sándorem Radó) opustil New York a zamířil na Kolumbijskou univerzitu do Kalifornie. Zde se pokusil o aplikaci psychoanalýzy na oblast antropologie a teorie kultury. Vypracoval model vztahu mezi převládající mateřskou péčí v kultuře a převládajícím typem osobnosti v kultuře (nikoli nepodobný koncepci Erika Eriksona, který se stal ovšem známější a uznávanější). Věnoval se také psychologickým kořenům rasismu.
Psychoanalytickou teorii obohatil především oprášením dávného Freudova konceptu traumatu, to když studoval problém "válečné neurózy", tedy traumatu válečných veteránů. Chápal ho jako selhání psychických kapacit adaptace. Důrazem na roli adaptace (na úkor role libida) anticipoval rozvoj egopsychologie (především koncepce Heinze Hartmanna).